# Manuel Gurría Ordóñez
Manuel Gurría Ordóñez (Villahermosa, Tabasco) es un político mexicano, exgobernador interino de Tabasco, México.

## Gobernador de Tabasco
Asumió la gubernatura el 28 de enero en 1992, cuando fue designado por el Congreso del Estado para sustituir a Salvador Neme Castillo, quien previamente había solicitado licencia para separarse definitivamente del cargo.
Empezó el ejercicio de sus funciones en medio de un clima de inestabilidad política y social, por lo que estableció como sistema de trabajo el diálogo y la concertación. 
Promovió la instalación de nuevas empresas, fomentó la industria de la construcción y apoyó el crecimiento agrícola y ganadero. Impulsó el proceso de federalización formalizando la descentralización de la educación derivada del Acuerdo Nacional para la Modernización de la Educación Básica.

## Política medioambiental
Apoyó con fines ecológicos la reproducción de especies nativas en peligro de extinción y el Centro de Investigación de la Naturaleza Yumká y durante su gobierno se decretó como área natural protegida la biósfera de los Pantanos de Centla con una superficie de 302,706 ha. e inició el parque Industrial de Cunduacán, el 1 de julio de 1992, con un convenio para el uso comercial del puerto Dos Bocas. 